# Нечаев, Владимир Иванович
Владимир Иванович Нечаев (род. 1 августа 1952) — советский борец классического стиля, призёр чемпионатов СССР, призёр чемпионата Европы, мастер спорта СССР международного класса (1972). Увлёкся борьбой в 1966 году. В 1970 году выполнил норматив мастера спорта СССР. Участвовал в 11 чемпионатах СССР. Оставил большой спорт в 1981 году.

## Спортивные результаты
- Чемпионат СССР по классической борьбе 1971 года — ;
- Чемпионат СССР по классической борьбе 1973 года — ;
- Чемпионат СССР по классической борьбе 1979 года — ;
- Классическая борьба на летней Спартакиаде народов СССР 1979 года — ;